# Edison Studios
Edison Studios foi uma empresa produtora de filmes estadunidense, propriedade do inventor Thomas Edison. O estúdio de cinema foi responsável por 1 200 filmes pela “Edison Manufacturing Company” (1894 -1911) e pela “Thomas A. Edison, Inc.” (1911-1918), até o seu fechamento em 1918. Desse montante, 54 foram longa-metragens e o restante filmes curtos.

## Histórico
A primeira unidade de produção, a Edison's Black Maria Studios, em West Orange, Nova Jersey, foi construída no inverno de 1892-1893. A segunda unidade, um estúdio com telhado de vidro, foi construído na East 21st Street, nº 41, no distrito de entretenimento de Manhattan, e inaugurado em 1901. Em 1907, Edison teve suas novas instalações construídas na Decatur Avenue e Oliver Place, no Bronx.

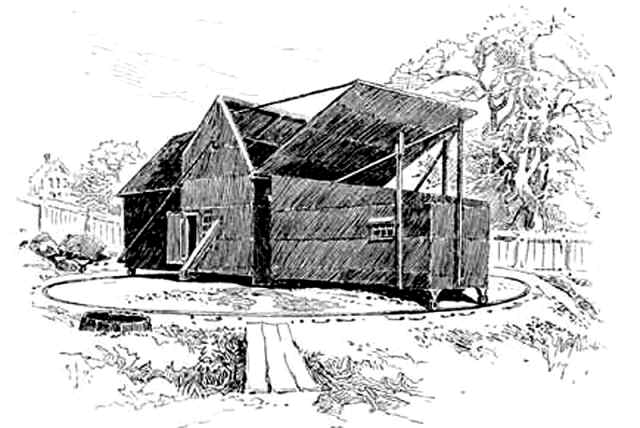
Black Maria, primeira unidade de produção de Edison, em 1894.

Edison, ele mesmo, não tomava nenhuma parte direta na realização dos filmes de seus estúdios, mas nomeou William Gilmore como vice-presidente e gerente geral. O Assistente de Edison, William Kennedy Dickson, supervisionava o desenvolvimento do sistema de imagem, produzindo os primeiros filmes de Edison destinados à exposição pública, entre 1893–1895. Após a saída de Dickson para a “American Mutoscope and Biograph Company”, em 1895, foi substituído como diretor de produção pelo cinegrafista William Heise, e a partir de 1896 até 1903, por James H. White. Quando White deixou a supervisão da Edison's European em 1903, foi substituído por William Markgraf (1903), em seguida Alex T. Moore (1904–1909) e Horace G. Plimpton (1909-1915).
Os primeiros filmes exibidos comercialmente nos Estados Unidos foram de Edison e estrearam no “Kinetoscope”, em Nova York, em 14 de abril de 1894. O programa consistiu de dez curtas-metragens, cada um com menos de um minuto, apresentando atletas, bailarinas e outros artistas. Depois que os concorrentes começaram a exibir filmes em telas, Edison introduziu seu próprio cinetoscópio no final de 1896.

## Produção cinematográfica

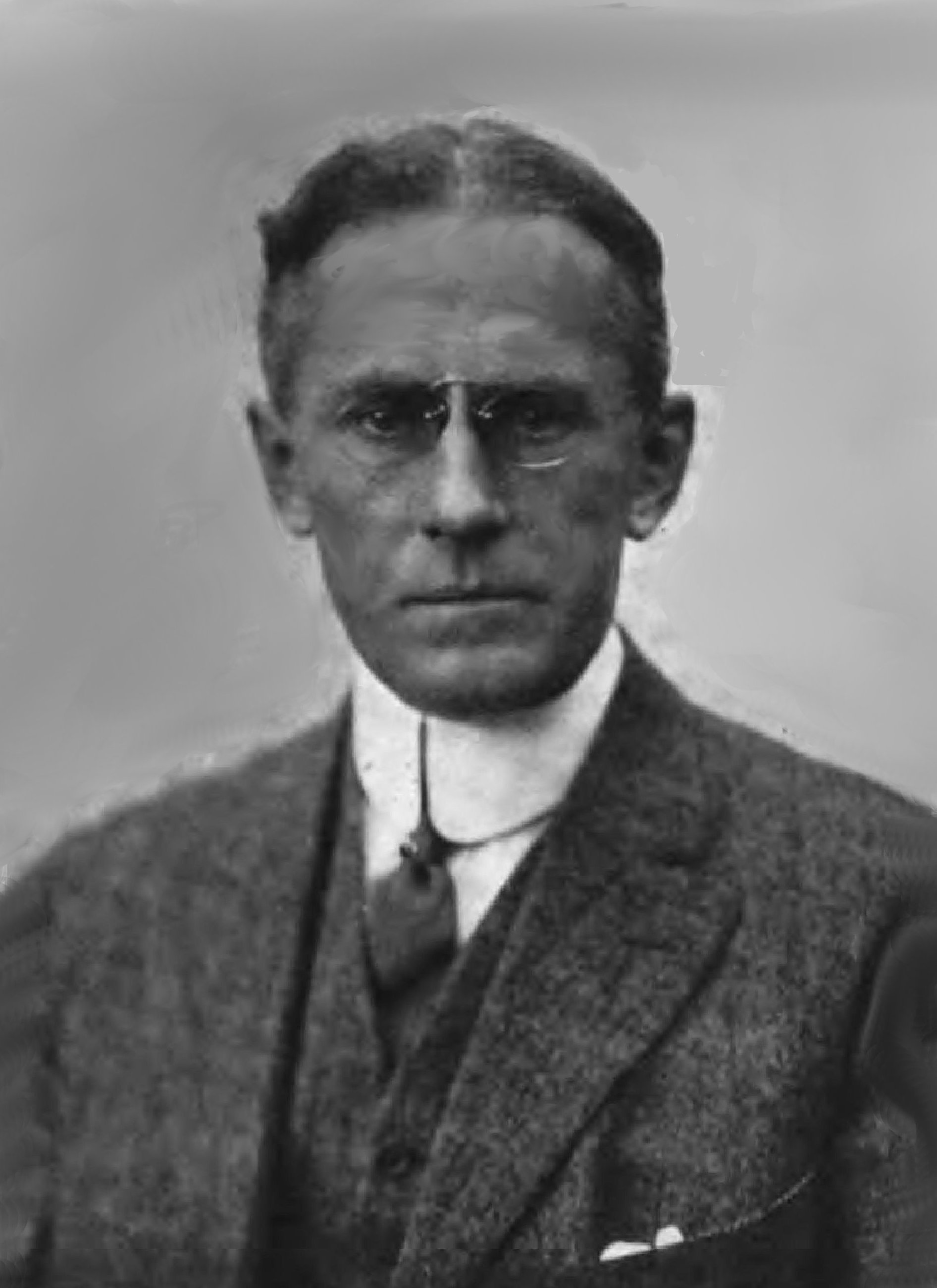
Horace G. Plimpton, diretor da Edison Studios (1909 - 1915).

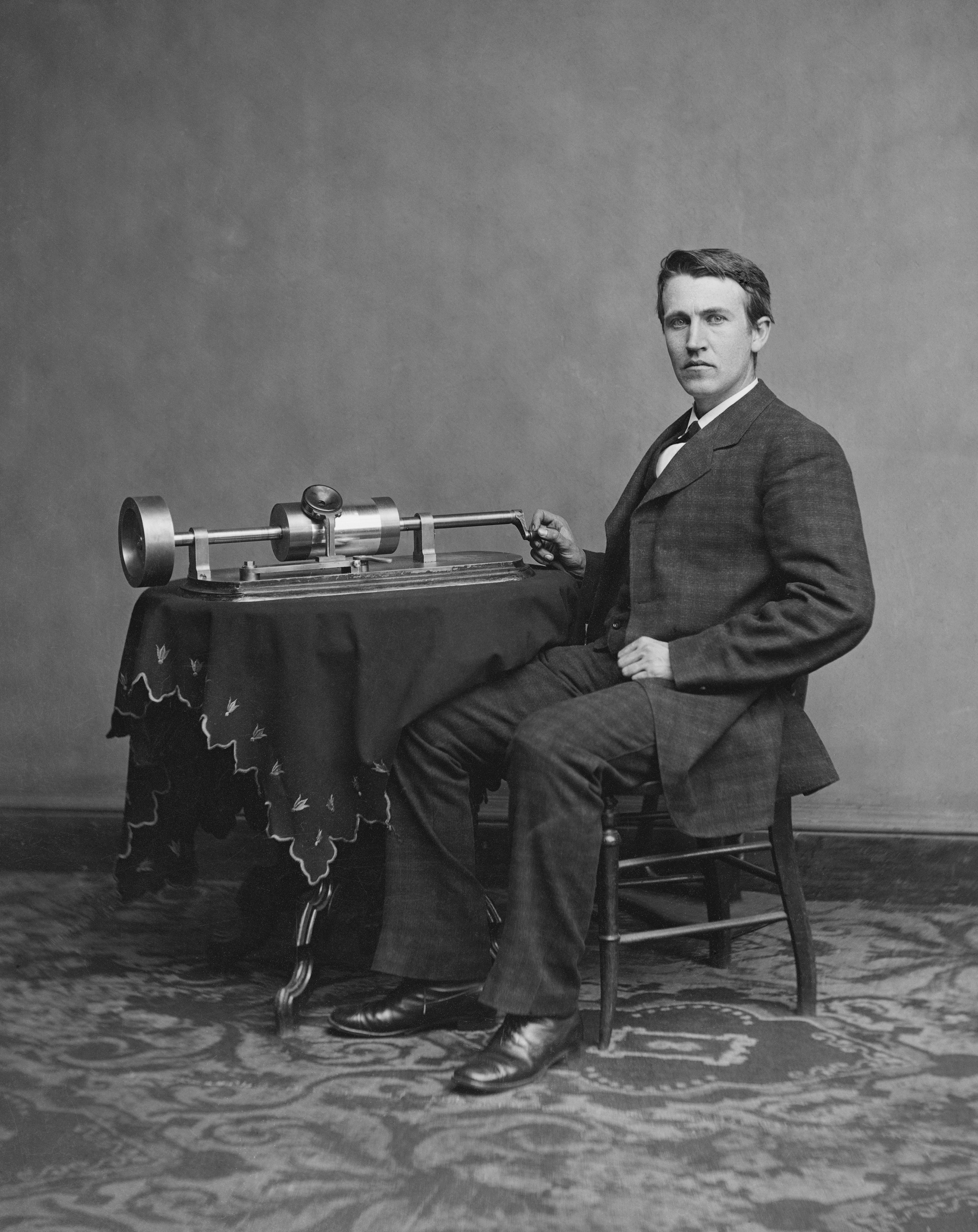
Fotografia de Thomas Edison

As primeiras produções foram breves “atualidades”, mostrando acrobatas em desfiles para chamadas de incêndio. Mas a competição francesa e britânica de filmes, no início de 1900, mudou rapidamente o mercado. Em 1904, 85% das vendas de Edison eram de filmes com enredo.
Algumas da produções mais notáveis do estúdio foram The Kiss (1896), The Great Train Robbery (1903), Alice's Adventures in Wonderland (1910), o primeiro filme de Frankenstein, em 1910, o primeiro seriado, feito em 1912, intitulado What Happened to Mary, e The Land Beyond the Sunset (1912), considerado pelo historiador de cinema William K. Everson “o primeiro filme genuinamente lírico da tela”. A Companhia também produziu um grande número de curta-metragens sonoros entre 1913–1914, usando um sofisticado sistema de gravação acústica capaz de captar o som a 30  pés de distância. O estúdio também realizou uma série de cartoons de Raoul Barré em 1915.
Everson, chamando o Edison Studios de "artisticamente ambicioso e bem sucedido financeiramente", escreveu sobre os diretores Edwin Stanton Porter e John Hancock Collins: ”Os estúdios Edison nunca revelaram um diretor notável, ou mesmo acima da média. Nem os filmes de Edison mostraram o senso de progresso dinâmico que mostraram os estudos de um "American Mutoscope and Biograph Company ano a ano. Pelo contrário, há uma sensação de estagnação”.
No entanto, novas restaurações e projeções de filmes de Edison nos últimos anos contradizem a declaração de Everson; na verdade Everson, citando “The Land Beyond the Sunset”, ressalta a criatividade de Edison, além de Porter e Collins, sendo o filme dirigido por Harold M. Shaw (1877–1926) que, mais tarde, passou a ter uma carreira de sucesso ao dirigir na Inglaterra, África do Sul e na Lituânia, antes de retornar aos Estados Unidos em 1922. Outros importantes diretores do Edison Studios foram Oscar Apfel, Charles Brabin, Alan Crosland, J. Searle Dawley e Edward H. Griffith.

## Motion Picture Patents Company

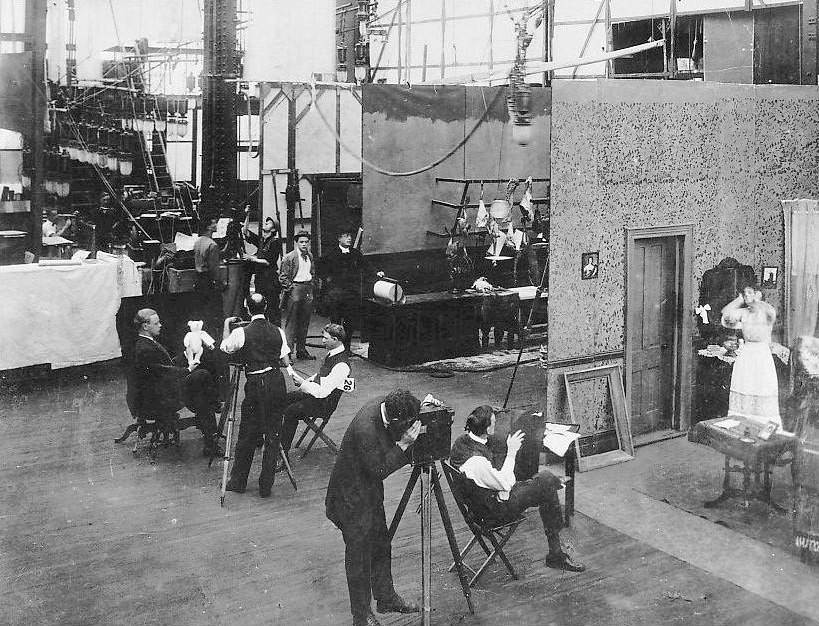
Edison Motion Picture Studio no Bronx, por volta de 1907–1918.

Em dezembro de 1908, Edison liderou a formação da Motion Picture Patents Company, ou MPPC, na tentativa de controlar a indústria e fechou a pequenos produtores. O "Edison Trust”, como foi denominado, foi feito pelo Edison Studios, Biograph Company, Essanay Studios, Kalem Company, George Kleine Productions, Lubin Studios, Georges Méliès, Pathé, Selig Polyscope Company e Vitagraph Studios, e a distribuição foi dominada pela General Film Company. Formou-se um pool de 16 patentes, que cobriam tanto filmes, quanto câmeras e projetores cinematográficos, "estabelecendo o pagamento de royalties em troca de licenças para o uso destas patentes". Alguns pequenos produtores continuaram sua produção independente.
A “Motion Picture Patents Co.” e a “General Film Co.” foram consideradas culpadas de violação da “antitrust law” dos Estados Unidos em outubro de 1915 e foram dissolvidas.
O rompimento do Trust por tribunais federais sob leis de monopólio e a perda dos mercados europeus durante a Primeira Guerra Mundial, deixaram Edison mal financeiramente. Ele vendeu sua empresa cinematográfica, incluindo o estúdio de Bronx, em 30 de março de 1918, para a Lincoln & Parker Film Company, de Massachusetts.